# ألبرت بوند لامبرت
ألبرت بوند لامبرت (بالإنجليزية: Albert Bond Lambert)‏ هو لاعب غولف أمريكي، ولد في 6 ديسمبر 1875 في سانت لويس في الولايات المتحدة، وتوفي بنفس المكان في 12 نوفمبر 1946.

## وصلات خارجية
- ألبرت بوند لامبرت على موقع اللجنة الأولمبية الدولية (الإنجليزية)
- ألبرت بوند لامبرت على موقع أوليمبيديا (الإنجليزية)